# Angelo Amato
Angelo Amato, S.D.B. (Molfetta, Reino de Italia, 8 de junio de 1938-Roma, 31 de diciembre de 2024) fue un cardenal católico italiano, al momento de su muerte era Prefecto Emérito de la Congregación para las Causas de los Santos.

## Biografía

### Formación
Realizó en Roma los estudios de filosofía y de teología.
Cursó estudios en la Universidad Pontificia Salesiana y posteriormente en la Gregoriana, especializándose en Cristología. En 1974 consiguió el doctorado. Entre los años 1978 y 1979 consiguió una beca en el Patriarcado Ecuménico de Constantinopla en el monasterio ortodoxo de Moní Vlatádon. Durante un año sabático en Washington (1988), realiza estudios de teología cristiana.

### Sacerdocio
Entró en la orden salesiana.
Fue ordenado sacerdote el 22 de diciembre de 1967.  Nombrado consultor de la Congregación para la Doctrina de la Fe y del Pontificio Consejo para la Promoción de la Unidad de los Cristianos.

### Episcopado
El 19 de diciembre de 2002, el papa Juan Pablo II le asignó la Sede titular de Sila, con dignidad de arzobispo, y le nombró secretario de la Congregación para la Doctrina de la Fe, donde trabajó con los cardenales Joseph Ratzinger, futuro papa Benedicto XVI, y William Joseph Levada. Fue consagrado obispo el 6 de enero de 2003 por el papa Juan Pablo II.

### Cardenalato
El 9 de julio de 2008 el santo padre Benedicto XVI le nombra Prefecto de la Congregación para las Causas de los Santos. El Santo Padre Benedicto XVI le elevó a la dignidad cardenalicia durante el Consistorio del 20 de noviembre de 2010, asignándole la Diaconía de Santa María en Aquiro.
El 14 de diciembre de 2010 fue nombrado miembro de la Congregación para la Doctrina de la Fe, miembro de la Congregación para el Culto Divino y la Disciplina de los Sacramentos y miembro del Pontificio Consejo para la Promoción de la Unidad de los Cristianos.
El 14 de diciembre de 2015 fue confirmado como miembro del Congregación para la Doctrina de la Fe.
El 15 de marzo de 2016 fue confirmado como miembro del Pontificio Consejo para la Promoción de la Unidad de los Cristianos.
El 31 de agosto de 2018 cesó en sus funciones de Prefecto de la Congregación para las Causas de los Santos, por límite de edad.
El 3 de mayo de 2021, durante un Consistorio presidido por el papa Francisco, fue promovido a la Orden de los Presbíteros dentro de la organización de los títulos cardenalicios, manteniendo la Diaconía de Santa Maria in Aquiro elevada pro hac vice a título cardenalicio presbíteral.